# 조너선 이즈리얼
조너선 이즈리얼(Jonathan Israel, 1946년 1월 26일 ~ )은 네덜란드 역사, 계몽주의 시대 및 유럽 유대인을 전문으로 하는 영국 학자이다. 이즈리얼은 2001년 1월 뉴저지주 프린스턴 고등연구소 역사학부 앤드루 W. 멜론 교수로 임명되었고 2016년 7월에 은퇴했다 그는 이전에 유니버시티 칼리지 런던의 네덜란드 역사 및 제도 교수였다.
최근 몇 년 동안 그는 계몽주의 시대의 여러 권의 역사에 관심을 집중했다. 그는 두 진영을 대조한다. "급진적 계몽주의"는 스피노자에 의해 처음으로 표현된 합리주의적 유물론 위에 세워졌다. 반대편에 서있는 것은 신에 대한 믿음으로 인해 약화 된 것으로 보는 "온건한 계몽주의"였다.
그는 "급진적 계몽주의"가 스피노자에게서 비롯되었다고 주장한다. 그는 스피노자와 "스피노자주의는 사실 네덜란드, 독일, 프랑스, 이탈리아, 스칸디나비아뿐만 아니라 영국과 아일랜드 전역에서 유럽 급진적 계몽주의의 지적 중추였다"고 주장한다. 그에 따르면, 종교적 회의론과 공화주의 정부에 기대어 현대 자유 민주주의 국가로 이어진다.

## 같이 보기
- 반계몽주의